# نبرد هوتوکه‌زاکا
نبرد هوتوکه‌زاکا (به ژاپنی: 仏坂の戦い ほとけざかのたたかい)، این نبردی است که در ولایت توتومی بین یگان عملیات سیجو ارتش تاکدا شینگن، یاماگاتا ماساکاگه، یاماگا سانپو-شو و دیگران، و ارتش توکوگاوا ایه‌یاسو، از جمله ایدائیرا نائوناری، ارباب قلعه ایدائیرا و خاندان سوزوکی از اینویا ساننیشو رخ داد.

## نمای کلی
یاماگاتا ماساکاگه به قلعه کاکیموتو حمله کرد و سوزوکی شیگه‌یوشی، ارباب قلعه کاکیموتو، او را دشمن می‌دید، در پایان مذاکرات برای پیوستن به ارتش ایه‌یاسو، قلعه را تسلیم کرد و به قلعه ایدائیرا عقب‌نشینی کرد. اما ایه‌یاسو که در قلعه هاماماتسو بود برای ارتش اصلی شینگن که در حال حمله به ولایت سوروگا بود آماده می‌شد و قدرت ارسال نیروی کمکی برای این نبرد را نداشت.
در ۲۲ اکتبر ۱۵۷۲، ۳۰۰۰ تا ۴۰۰۰ سرباز یاماگاتا با ۵۰۰ سرباز ایدائیرا نائوناری و سوزوکی شیگه‌یوشی در هوتوکه‌زاکا درگیر شدند و نیروهای ایدائیرا و سوزوکی که کمتر بودند، نابود شدند. ۸۸ نفر از جمله ایدائیرا نائوشیگه و سوزوکی شیگه‌توشی در این نبرد جان باختند. پس از آن، سوزوکی در قلعه ایدائیرا اقامت گزید، اما یاماگاتا ماساکاگه قلعه ایدائیرا را مجبور به سقوط کرد. ای نائوتورا، ارباب قلعه اینویا  نیز اقامتگاه خود را رها کرد و به قلعه هاماماتسو گریخت. یاماگاتا ماساکاگه معبد ریوتانجی و نینومیا را در دره اینویا به آتش کشید و به بدن اصلی تاکدا شینگن که در حال حمله به قلعه فوتاماتا بود، پیوست.